# Royaume de Ryūkyū
Pour les articles homonymes, voir Ryūkyū (homonymie).
 (juillet 2010).
Si vous disposez d'ouvrages ou d'articles de référence ou si vous connaissez des sites web de qualité traitant du thème abordé ici, merci de compléter l'article en donnant les références utiles à sa vérifiabilité et en les liant à la section « Notes et références ».
1429 – 27 mai 1879
Entités précédentes :
- Nanzan (Époque Sanzan)
- Chūzan (Époque Sanzan)
- Hokuzan (Époque Sanzan)

Entités suivantes :
- Empire du Japon

Le royaume de Ryūkyū (okinawaïen : 琉球國 ; translit. Ruuchuu-kuku, également en japonais, kyūjitai : 琉球王國 (Ryūkyū ōkoku) / shinjitai : 琉球王国 (Ryūkyū ōkoku) et chinois traditionnel : 琉球王國 ; chinois simplifié : 琉球王国 ; pinyin : liúqiú wángguó) était un royaume indépendant et vassalisé par la dynastie Qing de Chine établi sur les îles Ryūkyū du XIVe au XIXe siècle.
Initialement divisé et limité à l'île d'Okinawa il fut unifié et élargi jusqu'aux îles Amami et aux îles Yaeyama près de Taïwan en 1429 par Shō Hashi. Diplomatiquement, le royaume avait établi une relation tributaire avec l'Empire chinois, notamment sous les dynasties Ming et Qing, et développé les relations commerciales avec le Japon, la Corée, ainsi qu'un grand nombre de pays d'Asie du Sud-Est, dont notamment le Siam, le royaume de Patani, l'Empire khmer, le Malacca, le Champâ et Java.
En 1623, les îles Amami, au nord du royaume, tombent devant la force expéditionnaire de Kagoshima et du clan Shimazu. L'empire des Ming ayant prohibé le commerce avec les Japonais, le seigneur de Satsuma utilisait alors Ryūkyū comme couverture pour établir des relations commerciales profitables avec la Chine. En 1879, l'empire du Japon annexe le royaume de Ryūkyū et y établit la préfecture d'Okinawa.

## Histoire

### Unification de l'archipel
À l’origine, le toponyme Ryūkyū désigne indistinctement toutes les îles comprises entre la zone située au sud de Kyūshū et Luzon (anciennes Philippines) par les auteurs chinois. Par ailleurs, Antoine Gaubil démarque clairement dans ce toponyme chinois la « Grande Ryūkyū », soit l’actuelle île principale d’Okinawa, d’une « Petite Ryūkyū », c’est-à-dire Taïwan.

### Époque Sanzan

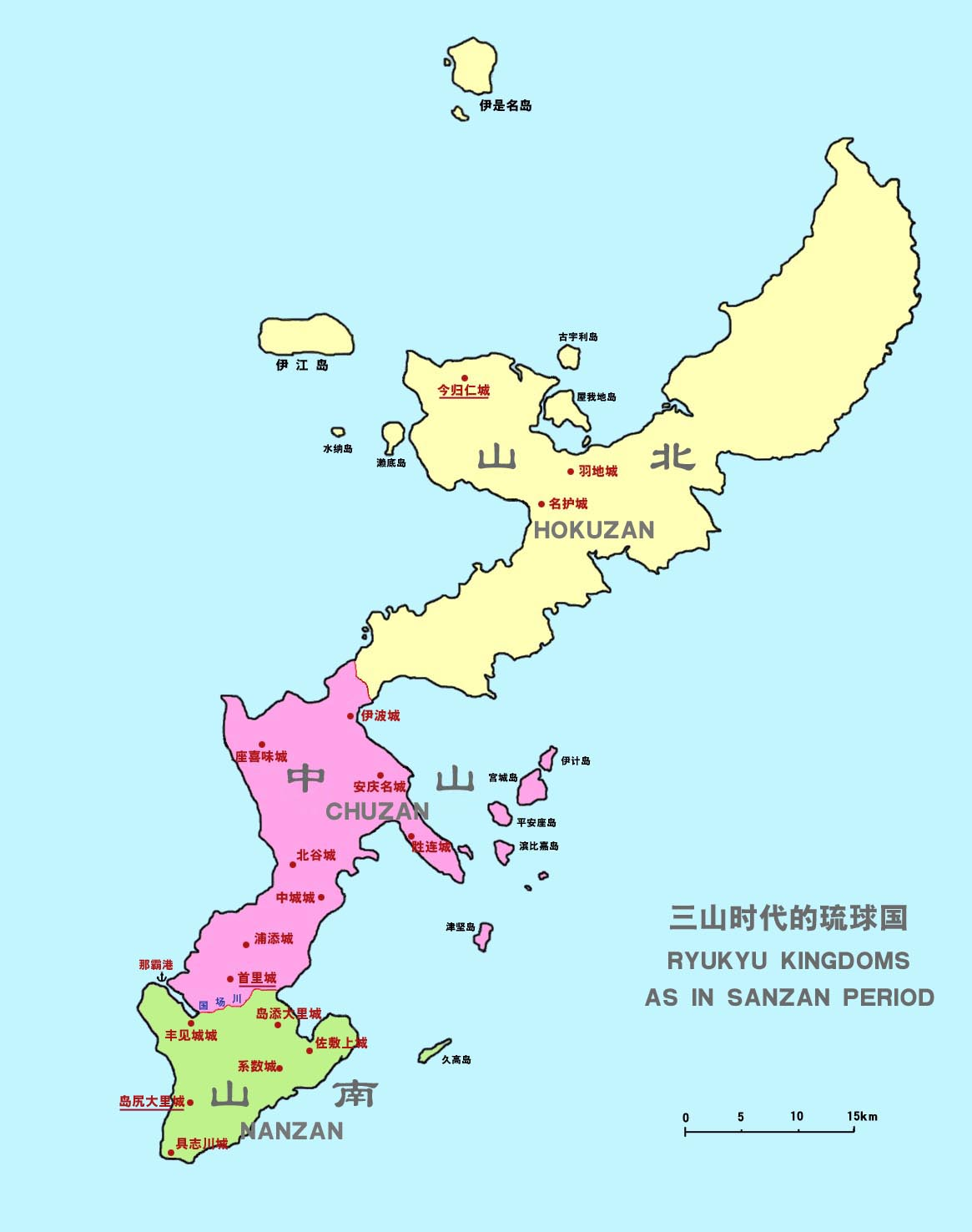
Carte des divisions de la période Sanzan

Du VIIe au XIVe siècle, trois petits royaumes s’établissent sur la « Grande Ryūkyū », soit Hokuzan (北山, Montagne du Nord), Chūzan (中山, Montagne du Milieu) et Nanzan (南山, Montagne du Sud). Chacun d’entre eux, tour à tour, commence dès la fin du XIVe siècle (époque Sanzan sur Ryūkyū et dynastie Ming en Chine), à établir des relations tributaires avec l’empire de Chine. En 1372, le royaume devient tributaire de la dynastie Ming.
Toutefois, dès 1416, le Aji, suzerain de Chūzan, envahit le royaume du Nord, puis le royaume du Sud en 1429, marquant l’unification du royaume. Et ce n’est qu’à partir du XVIe siècle que le pouvoir des Aji atteindra l’archipel Sakishima, à l’est de Formose (Taïwan en chinois).

Sceau du roi, la partie de gauche est en mandchou sigillaire : ᠯᡳᡠ ᡴᡳᡠ ᡤᡠᡵᡠᠨ ‍ᡳ
ᠸᠠᠩ ᠨᡳ ᡩᠣᡵᠣᠨ (Lio Kio Gurun Wang Ni Doron) et de droite en caractères chinois sigillaire 琉球國王之印

Sceau du roi la partie de gauche est en mandchou classique et de droite en caractères chinois sigillaire

Structuré notamment autour d’une aristocratie, d’un système de castes, mais également d’une organisation administrative propre, le royaume des Ryūkyū, se définit comme un royaume autonome, dans la mesure de sa vassalité envers l’Empire chinois. Ce n’est que dans une moindre propension que le Japon y impose sa marque à l’époque, mais le contexte géopolitique qui suit tend à détruire progressivement toute structure étatique indépendante. En sa qualité de vassal fidèle, le royaume établit plusieurs entrepôts permanents sur la côte chinoise du Fujian, à Quanzhou et Fuzhou, devenant ports de transit du tribut. Or, outre cette fonction, ces factoreries ont permis aux autorités des Ryūkyū de s’insérer dans un vaste réseau commercial. Progressivement, les marins Ryūkyū assurent un négoce profitable entre la péninsule Malaise et les trois puissants États d’Asie Orientale, la Chine, le Japon et la Corée. Finalement, jusqu’à l’aube du XVIIe siècle, le royaume des Ryūkyū profite d’un commerce extérieur bénéfique, sinon indispensable, au vu de l’étroitesse du territoire, et donc de la faible production de vivres. C’est bel et bien en conformité avec le système-monde sino-centré que l’existence des Ryūkyū est reconnue.

### Commerce avec les puissances voisines
Les marins d'Okinawa développent une riche activité commerciale vers la Corée, où leurs navires sont présents dès 1389, mais aussi vers le Japon, la Chine, l'Asie du Sud-Est et l'Indonésie. Les ressources de l'île sont essentiellement limitées à des gisements de soufre, composant essentiel de la poudre à canon, mais l'activité marchande se développe néanmoins, les Ryūkyūans profitant de l'interdiction faite aux Chinois par la dynastie Ming de pratiquer le commerce international. Des relations diplomatiques sont par ailleurs entretenues avec la Chine et le Japon.
Les sources d'époque dénombrent vingt expéditions commerciales vers Malacca et onze vers Patani entre 1425 et 1570. Les produits échangés sont essentiellement des métaux, des produits de luxe, des armes et des épices.

### Influence des Shimazu au Nord de l'archipel
Toutefois, dès la fin du XVIe siècle, le Japon tente de constituer sa propre zone d’influence, tel que le soulignent l’intensification du contrôle du littoral japonais et la tentative d’invasion de la Corée en 1592 par Toyotomi Hideyoshi (1536-1598). De surcroît, à la suite de l'avènement de son shogunat, Tokugawa Ieyasu (1542 – 1616) autorise la famille guerrière des Shimazu (clan Satsuma), à envahir le nord du royaume de Ryūkyū en 1609. Pour le shogun, cette invasion permet de faire diversion auprès de guerriers vaincus et plus ou moins contestataires de son pouvoir. Mais en considérant la crainte des Japonais envers les étrangers, c’est un moyen d’établir un espace-tampon entre les Japon et les Occidentaux, au vu de leur expansion en Asie (notamment les Espagnols aux Philippines).
Néanmoins, après une victoire rapide, les Shimazu n’annexent que les îles Amami (les plus proches de Kyūshū), soit une petite partie du royaume. Toutefois, s’ils renvoient l’ancien roi, Shō Nei (1587-1620) sur son trône en 1611, Satsuma s’approprie en sous main les bénéfices du commerce extérieur et reçoit un tribut du royaume. Ce geste s’explique par la crainte de voir la Chine rompre tout accord avec les Ryūkyū, véritable porte ouverte sur un marché florissant alors que le Japon rentre dans une période de fermeture. Pour cette raison, bien que quelques postes de gardes japonais soient disséminés dans l’archipel, les Japonais ont pour ordre de ne pas dévoiler leur présence aux émissaires chinois, qui continuent, par ailleurs, à recevoir un tribut de la part du royaume.
Ainsi, malgré une présence inconditionnelle, le Japon respecte l’altérité du peuple de Ryūkyū. Hormis les îles Amami, le territoire du royaume ne passe pas sous la coupe du Japon. Pays souverain, le royaume conclut par exemple en 1854 un traité d’amitié avec les États-Unis, et en 1855 une convention avec la France. Si, par ailleurs, l’héritage japonais est caché, les Shimazu l’entretiennent, puisqu’ils s’appliquent à modifier les patronymes de certains aristocrates de Ryūkyū, y rajoutant des kanjis, afin de cultiver la distinction entre la civilisation japonaise et celle des Ryūkyū.
Les îles ont été également « terre de mission » pour l’évangélisation chrétienne : notamment, Bernard Petitjean s'y rend en 1861 et 1862.

### Influence de la dynastie Qing

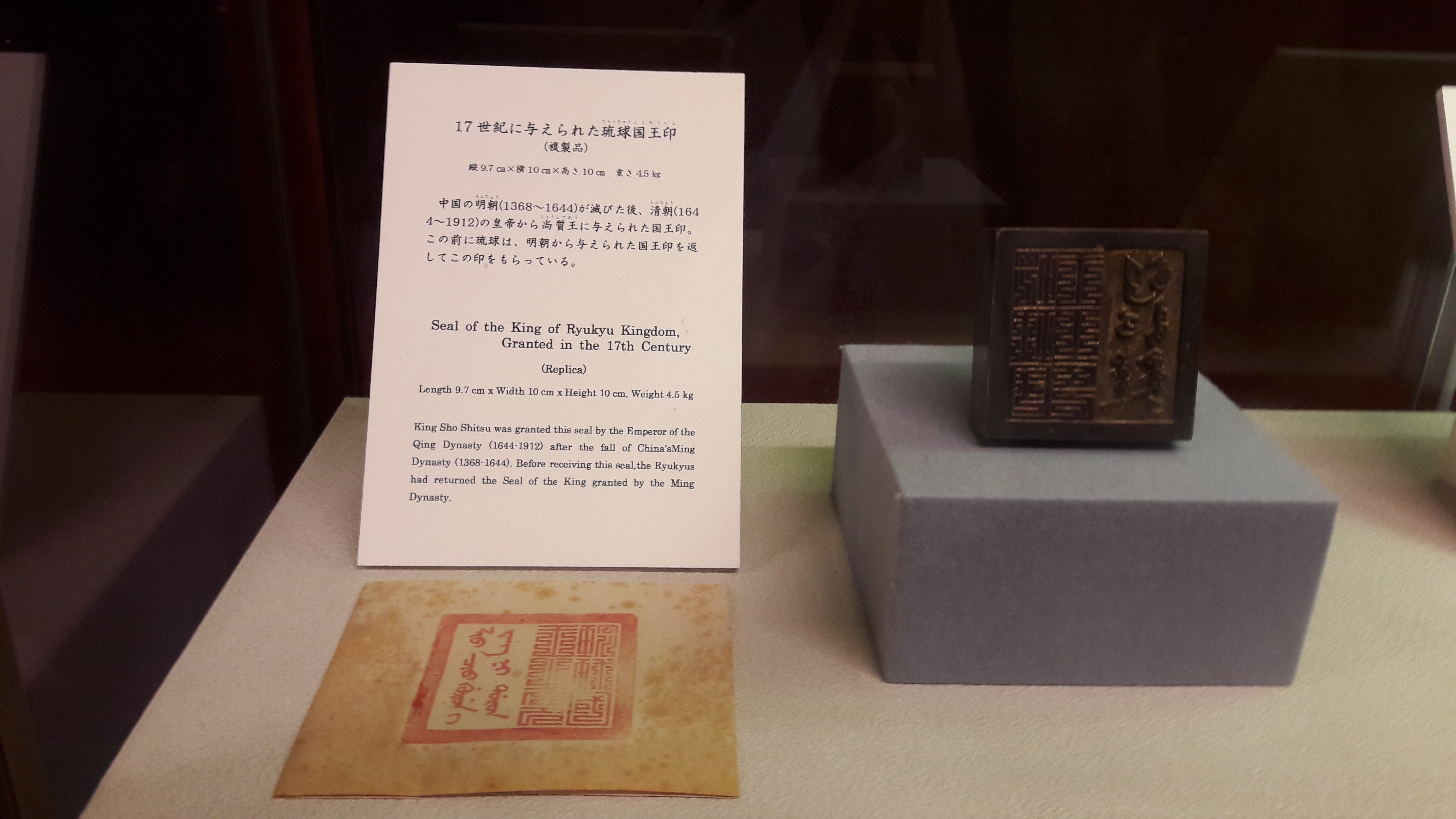
Cachet fourni par l'empereur de la dynastie Qing, exposé au château de Shuri, la capitale, aujourd'hui Naha-shi.

Le royaume est déjà vassalisé par la dynastie Ming. Au XVIIe siècle, à l'arrivée de dynastie Qing en Chine, l'empereur offre un sceau en mandchou et chinois au roi Shō Shitau par la dynastie Qing arrivante, le roi restitue alors aux Qing, le sceau que leur avait donné les Ming.
L'influence chinoise est alors importante, les Ryūyūans font des nombreux voyages dans la province chinoise du Fujian, d'où il dérivé le Karaté, de la Boxe de la grue blanche, avec des maîtres tels que Kanryō Higaonna.

### Annexion par le Japon

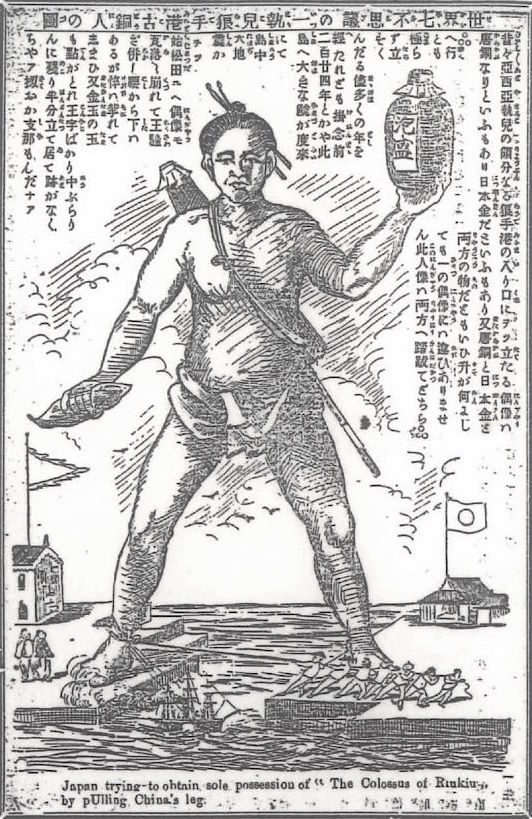
Dessin du journal satirique japonais, représentant un « Colosse de Riukiu », portant une bouteille d'awamori (alcool de Ryūkyū), tiré depuis la Chine vers le Japon.

Le royaume de Ryūkyū est annexé par le Japon (en) à la suite d'une guerre qui dure de 1872 à 1879 entre les deux pays et qui marque le début de l'expansionnisme japonais, lequel culminera sous l'ère Shōwa. Sous la domination japonaise il est d'abord rebaptisé domaine de Ryūkyū (ou fief de Ryūkyū). À la fin de la guerre est décrétée la création de la préfecture d’Okinawa. Les autorités japonaises engagent de profondes réformes institutionnelles et aménagent des réseaux routiers et ferroviaires. Les Okinawaïens deviennent Japonais et le département est représenté à la Diète à partir de 1919. En ce sens les autorités japonaises dénigrent l’altérité des Ryūkyū. Les langues ryūkyū sont interdites et l’assimilation de la population passe par un important réseau d’école pour l’enseignement massif du japonais (l’éducation représente la moitié du budget départemental).
Toutefois, l’altérité reste de mise : l'économie d’Okinawa est dominée par l’agriculture exotique, aux mains de capitaux extérieurs. Cette situation conduira à une forte émigration vers la métropole ou les pays étrangers. Par ailleurs, les Okinawaïens sont victimes de discriminations par les métropolitains, prisonniers d’une image « barbare » issue de leur altérité vis-à-vis du Japon (exemple du pavillon anthropologique de l'Exposition industrielle nationale d'Osaka en 1903).

## Chronologie

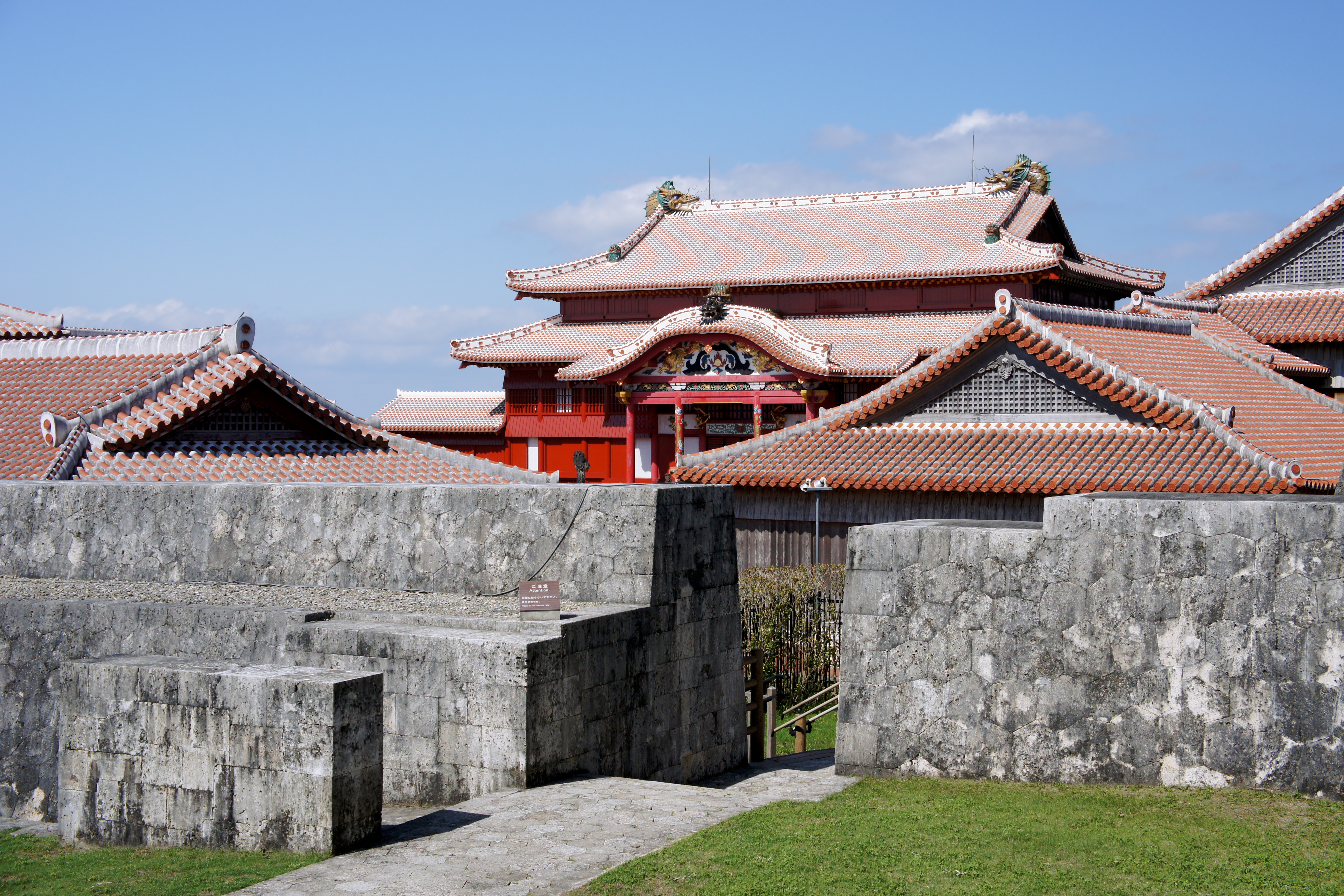
Cour principale du château de Shuri.

- 1372 : la première mission officielle Ming visite Okinawa, alors divisé en trois « montagnes » (principautés). C'est le début des relations tributaires avec l'Empire chinois.
- 1416 : sur Chūzan est établie Nakijin Gusuku, qui en devient la capitale. La principauté est appelée Hokuzan.
- 1423 : les combattants de la secte Agonshu tentent une rébellion, qui est écrasée par les forces du royaume. Des dizaines de cadavres de combattants, les yeux crevés, seront exhibés sur les plages.
- 1429 : Chūzan occupe Shimajiri Osato Gusuku, capitale de Nanzan, unifiant l'île d'Okinawa. Le royaume de Ryūkyū établit alors sa capitale à l'endroit du château de Shuri, où se trouve la ville de Naha moderne.
- 1477 : le troisième roi, Shō Shin, monte sur le trône. C'est l'âge d'or du royaume.
- 1609 : Invasion du nord de l'archipel par les japonais. le seigneur de Satsuma du clan Shimazu, conquiert le Kyūshū méridional. Le roi de Ryūkyū est alors forcé de payer un tribut à la fois à ce clan japonais[réf. nécessaire] et à la Chine.
- 1624 : le seigneur de Satsuma annexe les îles Amami.
- 1709 : Plusieurs typhons dévastent l'île, mauvaise moisson, famine, le château de royal est incendié.
- 1853 : le Commodore Matthew Perry de l'US Navy visite le royaume.
- 1855 : Visite de l'expédition de l'indo-chine de l'Amiral Guérin[6]
- 1866 : la dernière mission officielle de l'empire de Qing visite le royaume.
- 1872 : Le royaume de Ryūkyū est annexé par le Japon (en) et devient un han (fief) japonais.
- 1874 : le dernier tribut à l'Empire chinois est expédié de Naha.
- 1877 : le 13 mai 1877, arrivée en rade de Naha du croiseur de 2e classe le Laclocheterie de la marine française commandé par le capitaine de vaisseau Henri Rieunier. Le 15 mai 1877 visite historique de l'amiral français Henri Rieunier au dernier roi Shō Tai au château de Shuri[7].
- 1879 : le Japon annexe le royaume de Ryūkyū, qui devient la préfecture d'Okinawa.

## Rois
| Nom         | Kanji    | Règne     | Lignée ou dynastie | Commentaires |
| ----------- | -------- | --------- | ------------------ | ------------ |
| Shunten     | 舜天     | 1187–1237 | Lignée de Tenson   |              |
| Shunbajunki | 舜馬順熈 | 1238–1248 | Lignée de Tenson   |              |
| Gihon       | 義本     | 1249–1259 | Lignée de Tenson   |              |
| Eisō        | 英祖     | 1260–1299 | Lignée de Eiso     |              |
| Taisei      | 大成     | 1300–1308 | Lignée de Eiso     |              |
| Eiji        | 英慈     | 1309–1313 | Lignée de Eiso     |              |

| Tamagusuku | 玉城   | 1314–1336 | Lignée de Eiso        |               |
| Seii       | 西威   | 1337–1354 | Lignée de Eiso        |               |
| Satto      | 察度   | 1355–1397 | -                     |               |
| Bunei      | 武寧   | 1398–1406 | -                     |               |
| Shō Shishō | 尚思紹 | 1407–1421 | Première dynastie Shō |               |
| Shō Hashi  | 尚巴志 | 1422–1429 | Première dynastie Shō | roi de Chūzan |

| Nom          | Kanji  | Règne             | Lignée ou dynastie        | Commentaires                                                               |
| ------------ | ------ | ----------------- | ------------------------- | -------------------------------------------------------------------------- |
| Shō Hashi    | 尚巴志 | 1429–1439         | Première dynastie Shō     | roi de Ryūkyū                                                              |
| Shō Chū      | 尚忠   | 1439–1444         | Première dynastie Shō     |                                                                            |
| Shō Shitatsu | 尚思達 | 1444–1449         | Première dynastie Shō     |                                                                            |
| Shō Kinpuku  | 尚金福 | 1449–1453         | Première dynastie Shō     |                                                                            |
| Shō Taikyū   | 尚泰久 | 1454–1460         | Première dynastie Shō     |                                                                            |
| Shō Toku     | 尚徳   | 1461–1469         | Première dynastie Shō     |                                                                            |
| Shō En       | 尚円   | 1470–1476         | Seconde dynastie Shō      | Aussi appelé Kanamaru Uchima                                               |
| Shō Sen'i    | 尚宣威 | 1477–1477         | Seconde dynastie Shō      |                                                                            |
| Shō Shin     | 尚真   | 1477–1526         | Seconde dynastie Shō      |                                                                            |
| Shō Sei      | 尚清   | 1527–1555         | Seconde dynastie Shō      |                                                                            |
| Shō Gen      | 尚元   | 1556–1572         | Seconde dynastie Shō      |                                                                            |
| Shō Ei       | 尚永   | 1573–1586         | Seconde dynastie Shō      |                                                                            |
| Shō Nei      | 尚寧   | 1587–1620         | Seconde dynastie Shō      | Invasion de Ryūkyū ; il est le premier roi vassal des seigneurs de Satsuma |
| Shō Hō       | 尚豊   | 1621–1640         | Seconde dynastie Shō      |                                                                            |
| Shō Ken      | 尚賢   | 1641–1647         | Seconde dynastie Shō      |                                                                            |
| Shō Shitsu   | 尚質   | 1648–1668         | Seconde dynastie Shō      |                                                                            |
| Shō Shōken   | 尚象賢 | 1666–1673         | Sessei (premier ministre) | Premier historien originaire des îles Ryūkyū ; vécu 1617-1675              |
| Shō Tei      | 尚貞   | 1669–1709         | Seconde dynastie Shō      | appelé aussi Shang Jing ; vécu 1645–1709                                   |
| Shō Eki      | 尚益   | 1710–1712         | Seconde dynastie Shō      | appelé aussi Shang Ben ; vécu 1678–1712                                    |
| Shō Kei      | 尚敬   | 1713–1751         | Seconde dynastie Shō      | appelé aussi Shang Jing ; vécu 1700–1751                                   |
| Sai On       | 蔡温   | 1751–1752         | Kokushi (régent)          | historien ; vécu 1682–1761                                                 |
| Shō Boku     | 尚穆   | 1752–1795         | Seconde dynastie Shō      | appelé aussi Shang Mu ; vécu 1739–1795                                     |
| Shō On       | 尚温   | 1796–1802         | Seconde dynastie Shō      | appelé aussi Shang Wen ; vécu 1784–1802                                    |
| Shō Sei      | 尚成   | 1803–1804         | Seconde dynastie Shō      | appelé aussi Shang Cheng ; vécu 1783–1804                                  |
| Shō Kō       | 尚灝   | 1804–1828         | Seconde dynastie Shō      | appelé aussi Shang Hao ; vécu 1787–1839                                    |
| Shō Iku      | 尚育   | 1829–1847         | Seconde dynastie Shō      | appelé aussi Shang Yu ; vécu 1813–1847                                     |
| Shō Tai      | 尚泰   | 1848–11 mars 1879 | Seconde dynastie Shō      | appelé aussi Shang Tai ; vécu 1843–1901; dernier roi de Ryūkyū             |